# Sódžun Ikkjú
Sódžun Ikkjú (一休宗純; 1394–1481) byl japonský básník, kaligraf, malíř, zenový mnich a náboženský myslitel. Silně ovlivnil japonskou kulturu zenovou tradicí a ideály, ale i zen sám svými nekonformními postoji, například odmítáním celibátu. Své básně psal klasickou čínštinou ve stylu kanbun. Je také považován za jednoho z nejvýznamnějších tvůrců japonského čajového obřadu a jednoho z největších japonských kaligrafů a umělců tušovho malířství sumi-e.

## Život
Ikkjú se narodil v roce 1394 na malém předměstí Kjóta. Má se za to, že byl synem císaře Go-Komacua a nízko postavené dvorní šlechtičny. Už jako dítě byl oddělen od své matky, prý ze strachu, že by mohl být zavražděn jako možný následník trůnu, a umístěn do zenového chrámu Ankoku-dži v Kjótu. Dostal jméno Šuken a seznámil se s čínskou poezií, uměním a literaturou. Od třinácti let studoval v chrámě Kennin-dži v Kjótu zen u kněze jménem Botecu. Zde začal psát formálně netradiční poezii. Otevřeně v ní kritizoval náboženskou laxnost vedení chrámu. V roce 1410, v šestnácti letech, opustil Kennin-dži a po čase našel u jezera Biwa klášter, v němž se stal jediným studentem opata jménem Ken'o, kterého si oblíbil. Ken'o měl nevtíravý styl výuky a silně věřil v důležitost meditace, zazenu. V roce 1414, když Ikkjúovi bylo 21 let, Ken'o zemřel. Ikkjú vykonal pohřební obřady, sedm dní se postil, a poté se pokusil utopit v jezeře Biwa, ale z břehu mu tento záměr vymluvil služebník jeho matky.
Ikkjú pak našel nového učitele u mistra jménem Kaso, který měl podobný styl jako Ken'o. Po léta pak tvrdě pracoval na přidělených kóanech a vyráběl panenky pro obchodníka v Kjótu. V roce 1418 dostal Ikkjú k meditaci 15. kóan ze sbírky Mumonkan, který popisuje, jak Tozan došel osvícení, když ho Ummon pokáral za to, že putuje z jednoho kláštera do druhého. Jednoho dne v chrámu vystoupila skupina slepých zpěváků a když se Ikkjú zabral do hudby, pronikl do svého kóanu. Jako uznání pak Kaso dal Šukenovi dharmické jméno Ikkjú, což zhruba znamená Pauza. V roce 1420 Ikkjú meditoval na lodi na jezeře Biwa, když v něm skřehotání vrány zažehlo satori. Kaso potvrdil toto velké osvícení a udělil Ikkjúovi inka, přenos dharmy. Ikkjú se pak setkal se žárlivostí Josa, staršího studenta, který nakonec převzal klášter. V Ikkjúových básních se Joso objevuje jako postava nezdravě posedlá hmotnými statky, která prodává zen, aby zvýšila bohatství chrámu.
Ikkjú se občas choval excentricky. Nadměrně pil, a proto často rozčilil Kasa svými poznámkami a jednáním s hosty. Kaso reagoval tak, že předal inka Josovi, a učinil tak z něj dharmového dědice. Ikkjú rychle opustil chrám a žil mnoho let jako tulák. Nebyl však osamělý, protože měl kolem sebe stálý okruh významných umělců a básníků své doby. V té době také navázal vztah se slepou zpěvačkou Mori, která se stala láskou jeho staršího věku.
Ikkjú pracoval rozšíření zenu mimo formální náboženské instituce. Válka Ónin však zpustošila klášter Dajtokudži, a starý Ikkjú tam byl zvolen opatem, i když funkci převzal jen neochotně. To ho pevně zařadilo do jedné z nejdůležitějších linií zenu. V roce 1481 Ikkjú zemřel ve věku osmdesáti sedmi na horečnaté onemocnění.
V zenové tradici Rinzai je Ikkjú zároveň kacíř i světec. Byl jedním z mála zenových kněží, kteří se zabývali tématem sexuality v náboženském kontextu, a zastával názor, že osvícení se prohlubuje účastí na lásce a sexu, včetně mileneckých vztahů, využívání prostitutek a klášterní homosexuality. Věřil, že sexualita je součástí lidské přirozenosti, a proto je čistší než pokrytecké organizace a světské cíle. Zároveň varoval zen před byrokratickou politizací náboženství.